# Junior-VM i håndbold (kvinder)
Juniorverdensmesterskabet i håndbold for kvinder er verdensmesterskabet i håndbold for kvindelige U.20-landshold. Mesterskabet arrangeres af IHF og er afholdt hvert andet år siden 1977. De hidtil afholdte mesterskaber har været domineret af Sovjetunionen (7 titler), Rusland (4 titler) og Rumænien (2 titler). Danmark har vundet junior-VM én gang (i 1997) og har derudover tre anden- og tre tredjepladser.

## Turneringer
| VM   | Værtsland       | Guld                                 | Sølv                                 | Bronze                               | Danmarks plac.                       | IHF-link                             |
| ---- | --------------- | ------------------------------------ | ------------------------------------ | ------------------------------------ | ------------------------------------ | ------------------------------------ |
| 1977 | Rumænien        | Jugoslavien                          | Sovjetunionen                        | Rumænien                             | Nr. 10                               | Detaljer                             |
| 1979 | Jugoslavien     | Sovjetunionen                        | DDR                                  | Jugoslavien                          | Nr. 5                                | Detaljer                             |
| 1981 | Canada          | Sovjetunionen                        | Jugoslavien                          | Vesttyskland                         | Nr. 5                                | Detaljer                             |
| 1983 | Frankrig        | Sovjetunionen                        | DDR                                  | Sydkorea                             | Nr. 10                               | Detaljer                             |
| 1985 | Sydkorea        | Sovjetunionen                        | Sydkorea                             | Polen                                | Nr. 11                               | Detaljer                             |
| 1987 | Danmark         | Sovjetunionen                        | Danmark                              | DDR                                  | Nr. 2                                | Detaljer                             |
| 1989 | Nigeria         | Sovjetunionen                        | Sydkorea                             | Bulgarien                            | Nr. 7                                | Detaljer                             |
| 1991 | Frankrig        | Sovjetunionen                        | Sydkorea                             | Danmark                              | Nr. 3                                | Detaljer                             |
| 1993 | Bulgarien       | Rusland                              | Bulgarien                            | Sydkorea                             | Nr. 4                                | Detaljer                             |
| 1995 | Brasilien       | Rumænien                             | Danmark                              | Norge                                | Nr. 2                                | Detaljer                             |
| 1997 | Elfenbenskysten | Danmark                              | Rusland                              | Rumænien                             | Nr. 1                                | Detaljer                             |
| 1999 | Kina            | Rumænien                             | Litauen                              | Danmark                              | Nr. 3                                | Detaljer                             |
| 2001 | Ungarn          | Rusland                              | Ungarn                               | Tyskland                             | Nr. 7                                | Detaljer                             |
| 2003 | Makedonien      | Rusland                              | Ungarn                               | Norge                                | Nr. 7                                | Detaljer                             |
| 2005 | Tjekkiet        | Rusland                              | Norge                                | Sydkorea                             | Nr. 5                                | Detaljer                             |
| 2008 | Makedonien      | Tyskland                             | Danmark                              | Sydkorea                             | Nr. 2                                | Detaljer                             |
| 2010 | Sydkorea        | Norge                                | Rusland                              | Montenegro                           | Deltog ikke                          | Detaljer                             |
| 2012 | Tjekkiet        | Sverige                              | Frankrig                             | Ungarn                               | Nr. 9                                | Detaljer                             |
| 2014 | Kroatien        | Sydkorea                             | Rusland                              | Danmark                              | Nr. 3                                | Detaljer                             |
| 2016 | Rusland         | Danmark                              | Rusland                              | Rumænien                             | Nr. 1                                |                                      |
| 2018 | Ungarn          | Ungarn                               | Norge                                | Sydkorea                             | Nr. 6                                |                                      |
| 2020 | Rumænien        | Aflyst grundet coronaviruspandemien. | Aflyst grundet coronaviruspandemien. | Aflyst grundet coronaviruspandemien. | Aflyst grundet coronaviruspandemien. | Aflyst grundet coronaviruspandemien. |
| 2022 | Slovenien       |                                      |                                      |                                      |                                      |                                      |
| 2024 | Nordmakedonien  |                                      |                                      |                                      |                                      |                                      |

## Udmærkelser
| VM   | Navn            | Mål |
| ---- | --------------- | --- |
| 2008 | Camilla Dalby   | 56  |
| 2010 | Nathalie Hagman | 75  |
| 2012 | Kinga Klivinyi  | 67  |
| 2014 | Lee Hyo-jin     | 64  |
| 2016 | Song Ji-eun     | 85  |
| 2018 | Helena Paulo    | 73  |

| VM   | Navn              |
| ---- | ----------------- |
| 2008 | Gwon Han-na       |
| 2010 | Lee Eun-bi        |
| 2012 | Lee Hyo-Jin       |
| 2014 | Lee Hyo-Jin       |
| 2016 | Yaroslava Frolova |
| 2018 | Song Hye-soo      |